# Subsecretari de stat în Guvernul Ion Antonescu (2)
În Guvernul Ion Antonescu (2) au fost incluși și subsecretari de stat, provenind de la diverse partide.

## Subsecretari de stat
- Subsecretar de Stat la Președinția Consiliului de Miniștri pentru Presă și Propagandă

Alexandru Constant (18 septembrie 1940 - 21 ianuarie 1941)
- Subsecretar de Stat la Președinția Consiliului de Miniștri pentru Probleme Doctrinare

Horia C. Cosmovici (5 octombrie - 20 noiembrie 1940)
- Subsecretar de stat pe lângă Departamentul Internelor, pentru Poliție și Siguranță

Lt-Colonel Alexandru Rioșanu (14 septembrie 1940 - 24 ianuarie 1941)
- Subsecretar de stat pe lângă Departamentul Apărării Naționale, pentru Armată

General Constantin Pantazi (14 septembrie 1940 - 24 ianuarie 1941)
- Subsecretar de stat pe lângă Departamentul Apărării Naționale, pentru Înzestrarea și Administrația Armatei

General Gheorghe Dobre (14 septembrie 1940 - 24 ianuarie 1941)
- Subsecretar de stat pe lângă Departamentul Apărării Naționale, pentru Aer și Marină

Comandor Gheorghe Jienescu (14 septembrie - 17 octombrie 1940)
- Subsecretar de stat la Ministerul Apărării Naționale pentru Aer

Comandor Gheorghe Jienescu (17 octombrie 1940 - 27 ianuarie 1941)
- Subsecretar de stat la Ministerul Apărării Naționale pentru Marină

Contraamiral Gheorghe Em. Koslinski (17 octombrie 1940 - 24 ianuarie 1941)
- Subsecretar de stat pe lângă Departamentul Economiei Naționale, pentru Petrol și Exploatări Miniere

Victor Dimitriuc (14 septembrie 1940 - 24 ianuarie 1941)
- Subsecretar de stat pe lângă Departamentul Economiei Naționale, pentru Colonizare și Populația Evacuată

Corneliu Georgescu (14 septembrie 1940 - 24 ianuarie 1941)
- Subsecretar de stat pe lângă Ministerul Finanțelor, pentru Inventarul Avuțiilor Publice

Prof. Ion Protopopescu (14 septembrie - 23 octombrie 1940)
- Subsecretar de stat pe lângă Departamentul Finanțelor

Constantin Papanace (14 septembrie 1940 - 21 ianuarie 1941)
- Subsecretar de stat pe lângă Departamentul Agriculturii, pentru Agricultură și Zootehnie

Petre Nemoianu (14 septembrie 1940 - 20 ianuarie 1941)
Aurelian Pană (20 - 27 ianuarie 1941)